# Eisschnelllauf-Mehrkampfeuropameisterschaft 2006

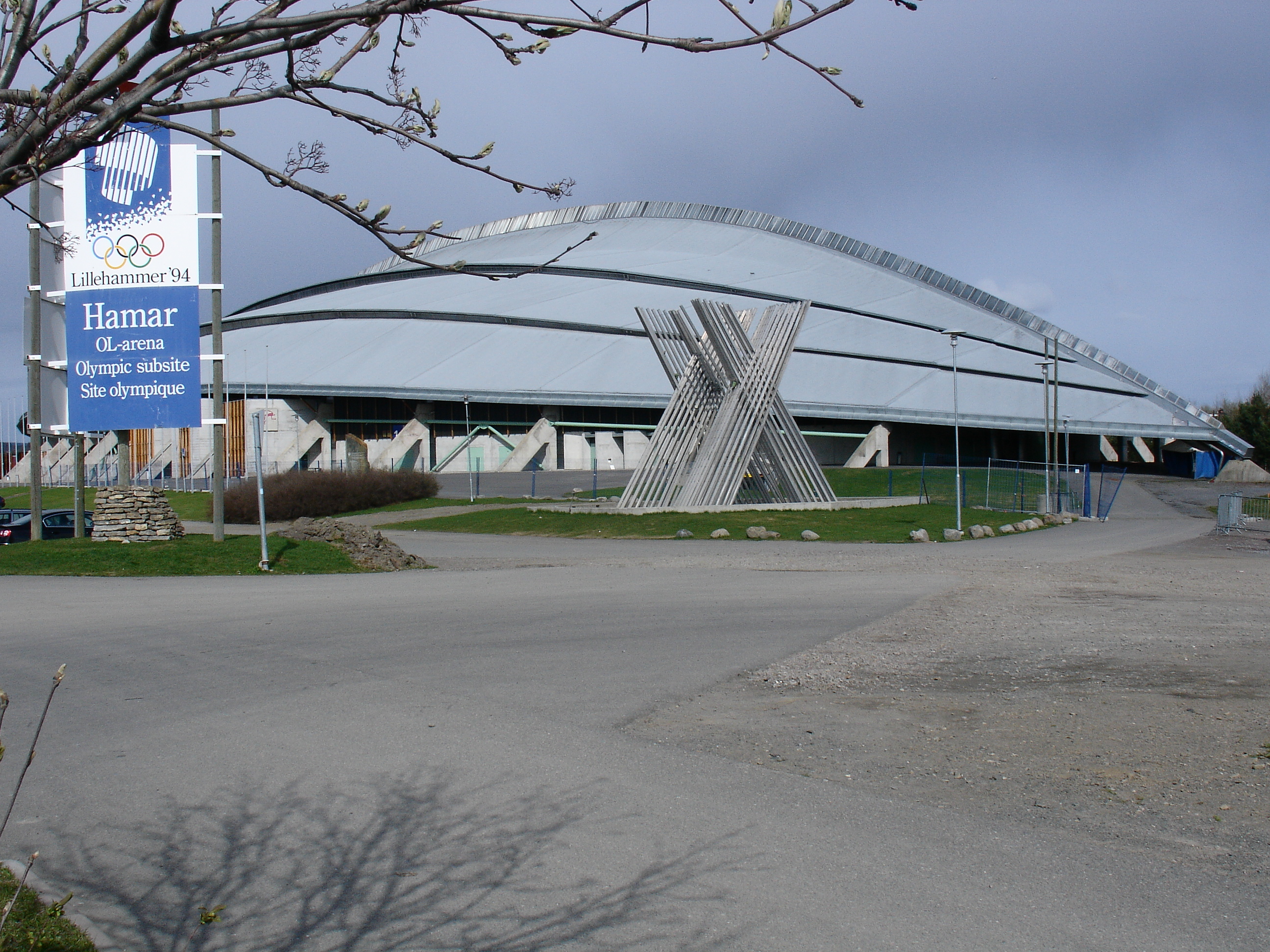
Vikingskipet

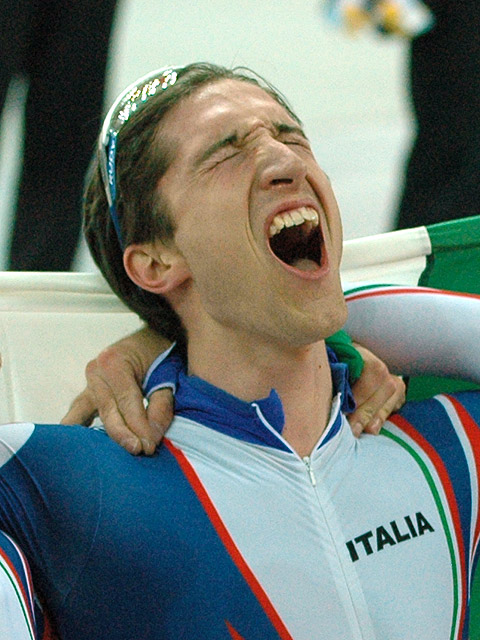
Europameister Enrico Fabris

Die 102. Mehrkampfeuropameisterschaft (31. Der Frauen) wurde vom 14. bis 15. Januar 2006 im norwegischen Hamar ausgetragen.

## Teilnehmende Nationen
- 60 Sportler aus 18 Nationen nahmen am Mehrkampf teil.

| Teilnehmende Nationen              | Teilnehmende Nationen                    | Teilnehmende Nationen                 | Teilnehmende Nationen            | Teilnehmende Nationen |
| ---------------------------------- | ---------------------------------------- | ------------------------------------- | -------------------------------- | --------------------- |
| Österreich Belgien Belarus Schweiz | Tschechien Dänemark Deutschland Finnland | Frankreich Ungarn Italien Niederlande | Norwegen Polen Rumänien Russland | Schweden Ukraine      |

## Wettbewerb

### Frauen

#### Endstand Kleiner Vierkampf
- Zeigt die ersten zwölf Finalteilnehmerinnen der Mehrkampf-EM über 5000 Meter

| Rang | Name                   | 500 Meter  | Pkt.  | 3000 Meter   | Pkt.  | 1500 Meter   | Pkt.  | 5000 Meter   | Pkt.  | Gesamt- punkte |
| ---- | ---------------------- | ---------- | ----- | ------------ | ----- | ------------ | ----- | ------------ | ----- | -------------- |
| 1    | Claudia Pechstein      | 39,60 (3)  | 39,60 | 4:08,47 (2)  | 41,41 | 1:58,04 (3)  | 39,34 | 7:08,02 (2)  | 42,80 | 163,159        |
| 2    | Renate Groenewold      | 40,50 (8)  | 40,50 | 4:05,79 (1)  | 40,96 | 1:57,77 (2)  | 39,25 | 7:08,76 (3)  | 42,87 | 163,597        |
| 3    | Ireen Wüst             | 40,15 (5)  | 40,15 | 4:08,92 (4)  | 41,48 | 1:57,16 (1)  | 39,05 | 7:11,60 (4)  | 43,16 | 163,849        |
| 4    | Martina Sáblíková      | 41,22 (16) | 41,22 | 4:08,60 (3)  | 41,43 | 2:01,83 (11) | 40,61 | 7:05,10 (1)  | 42,51 | 165,773        |
| 5    | Maren Haugli           | 40,73 (13) | 40,73 | 4:10,43 (5)  | 41,73 | 2:00,98 (6)  | 40,32 | 7:13,84 (5)  | 43,38 | 166,178        |
| 6    | Jekaterina Lobyschewa  | 39,27 (1)  | 39,27 | 4:17,03 (13) | 42,83 | 2:00,71 (4)  | 40,23 | 7:31,20 (14) | 45,12 | 167,464        |
| 7    | Lucille Opitz          | 40,67 (11) | 40,67 | 4:14,75 (8)  | 42,45 | 2:01,29 (7)  | 40,43 | 7:20,01 (7)  | 44,00 | 167,559        |
| 8    | Swetlana Wyssokowa     | 40,68 (12) | 40,68 | 4:13,96 (7)  | 42,32 | 2:03,05 (15) | 41,01 | 7:15,46 (6)  | 43,54 | 167,568        |
| 9    | Daniela Anschütz-Thoms | 40,36 (6)  | 40,36 | 4:15,13 (10) | 42,52 | 2:01,62 (9)  | 40,54 | 7:21,74 (8)  | 44,17 | 167,595        |
| 10   | Katarzyna Wójcicka     | 40,04 (4)  | 40,04 | 4:15,10 (9)  | 42,51 | 2:03,12 (16) | 41,04 | 7:22,31 (9)  | 44,23 | 167,827        |
| 11   | Jekaterina Abramowa    | 39,44 (2)  | 39,44 | 4:17,57 (14) | 42,92 | 2:00,93 (5)  | 40,31 | 7:32,25 (15) | 45,22 | 167,903        |
| 12   | Wieteke Cramer         | 40,58 (10) | 40,58 | 4:19,65 (18) | 43,27 | 2:01,47 (8)  | 40,49 | 7:24,40 (11) | 44,44 | 168,785        |

#### 500 Meter
| Platz | Name                   | Land        | Zeit  | Punkte |
| ----- | ---------------------- | ----------- | ----- | ------ |
| 1     | Jekaterina Lobyschewa  | Russland    | 39,27 | 39,27  |
| 2     | Jekaterina Abramowa    | Russland    | 39,44 | 39,44  |
| 3     | Claudia Pechstein      | Deutschland | 39,60 | 39,60  |
| 4     | Katarzyna Wójcicka     | Polen       | 40,04 | 40,04  |
| 5     | Ireen Wüst             | Niederlande | 40,15 | 40,15  |
| 6     | Daniela Anschütz-Thoms | Deutschland | 40,36 | 40,36  |
| 7     | Annette Bjelkevik      | Norwegen    | 40,49 | 40,49  |
| 8     | Renate Groenewold      | Niederlande | 40,50 | 40,50  |
| 8     | Sofia Albertsson       | Schweden    | 40,50 | 40,50  |
| 10    | Wieteke Cramer         | Niederlande | 40,58 | 40,58  |
| 11    | Lucille Opitz          | Deutschland | 40,67 | 40,67  |
|       |                        |             |       |        |
| 17    | Katrin Mattscherodt    | Deutschland | 41,36 | 41,36  |
| 19    | Anna Rokita            | Österreich  | 41,45 | 41,45  |

#### 3000 Meter
| Platz | Name                   | Land        | Zeit    | Punkte |
| ----- | ---------------------- | ----------- | ------- | ------ |
| 1     | Renate Groenewold      | Niederlande | 4:05,79 | 40,96  |
| 2     | Claudia Pechstein      | Deutschland | 4:08,47 | 41,41  |
| 3     | Martina Sáblíková      | Tschechien  | 4:08,60 | 41,43  |
| 4     | Ireen Wüst             | Niederlande | 4:08,92 | 41,48  |
| 5     | Maren Haugli           | Norwegen    | 4:10,43 | 41,73  |
| 6     | Moniek Kleinsman       | Niederlande | 4:13,69 | 42,28  |
| 7     | Swetlana Wyssokowa     | Russland    | 4:13,96 | 42,32  |
| 8     | Lucille Opitz          | Deutschland | 4:14,75 | 42,45  |
| 9     | Katarzyna Wójcicka     | Polen       | 4:15,10 | 42,51  |
| 10    | Daniela Anschütz-Thoms | Deutschland | 4:15,13 | 42,52  |
|       |                        |             |         |        |
| 12    | Anna Rokita            | Österreich  | 4:17,02 | 42,83  |
| 15    | Katrin Mattscherodt    | Deutschland | 4:18,41 | 43,06  |

#### 1500 Meter
| Platz | Name                   | Land        | Zeit    | Punkte |
| ----- | ---------------------- | ----------- | ------- | ------ |
| 1     | Ireen Wüst             | Niederlande | 1:57,16 | 39,05  |
| 2     | Renate Groenewold      | Niederlande | 1:57,77 | 39,25  |
| 3     | Claudia Pechstein      | Deutschland | 1:58,04 | 39,34  |
| 4     | Jekaterina Lobyschewa  | Russland    | 2:00,71 | 40,23  |
| 5     | Jekaterina Abramowa    | Russland    | 2:00,93 | 40,31  |
| 6     | Maren Haugli           | Norwegen    | 2:00,98 | 40,32  |
| 7     | Lucille Opitz          | Deutschland | 2:01,29 | 40,43  |
| 8     | Wieteke Cramer         | Niederlande | 2:01,47 | 40,49  |
| 9     | Daniela Anschütz-Thoms | Deutschland | 2:01,62 | 40,54  |
| 10    | Moniek Kleinsman       | Niederlande | 2:01,70 | 40,56  |
|       |                        |             |         |        |
| 14    | Katrin Mattscherodt    | Deutschland | 2:03,02 | 41,00  |
| 17    | Anna Rokita            | Österreich  | 2:03,40 | 41,13  |

#### 5000 Meter
| Platz | Name                   | Land        | Zeit    | Punkte |
| ----- | ---------------------- | ----------- | ------- | ------ |
| 1     | Martina Sáblíková      | Tschechien  | 7:05,10 | 42,51  |
| 2     | Claudia Pechstein      | Deutschland | 7:08,02 | 42,80  |
| 3     | Renate Groenewold      | Niederlande | 7:08,76 | 42,87  |
| 4     | Ireen Wüst             | Niederlande | 7:11,60 | 43,16  |
| 5     | Maren Haugli           | Norwegen    | 7:13,84 | 43,38  |
| 6     | Swetlana Wyssokowa     | Russland    | 7:15,46 | 43,54  |
| 7     | Lucille Opitz          | Deutschland | 7:20,01 | 44,00  |
| 8     | Daniela Anschütz-Thoms | Deutschland | 7:21,74 | 44,17  |
| 9     | Katarzyna Wójcicka     | Polen       | 7:22,31 | 44,23  |
| 10    | Anna Rokita            | Österreich  | 7:24,23 | 44,42  |

### Männer

#### Endstand Großer Vierkampf
- Zeigt die ersten zwölf Finalteilnehmer der Mehrkampf-EM über 10.000 Meter

| Rang | Name                 | 500 Meter  | Pkt.  | 5000 Meter   | Pkt.  | 1500 Meter   | Pkt.  | 10.000 Meter  | Pkt.  | Gesamt- punkte |
| ---- | -------------------- | ---------- | ----- | ------------ | ----- | ------------ | ----- | ------------- | ----- | -------------- |
| 1    | Enrico Fabris        | 36,75 (3)  | 36,75 | 6:24,33 (3)  | 38,43 | 1:47,57 (1)  | 35,85 | 13:29,69 (7)  | 40,48 | 151,523        |
| 2    | Eskil Ervik          | 37,35 (8)  | 37,35 | 6:23,33 (1)  | 38,33 | 1:49,45 (4)  | 36,48 | 13:18,85 (4)  | 39,94 | 152,108        |
| 3    | Håvard Bøkko         | 36,90 (5)  | 36,90 | 6:28,92 (7)  | 38,89 | 1:49,36 (3)  | 36,45 | 13:24,09 (5)  | 40,20 | 152,449        |
| 4    | Sven Kramer          | 37,90 (18) | 37,90 | 6:24,26 (2)  | 38,42 | 1:49,90 (8)  | 36,63 | 13:14,51 (2)  | 39,72 | 152,684        |
| 5    | Iwan Skobrew         | 36,74 (2)  | 36,74 | 6:30,81 (10) | 39,08 | 1:49,57 (6)  | 36,52 | 13:38,56 (11) | 40,92 | 153,272        |
| 6    | Johan Röjler         | 37,40 (9)  | 37,40 | 6:28,79 (6)  | 38,87 | 1:50,62 (13) | 36,87 | 13:29,44 (6)  | 40,47 | 153,624        |
| 7    | Ippolito Sanfratello | 37,52 (12) | 37,52 | 6:30,35 (8)  | 39,03 | 1:49,46 (5)  | 36,48 | 13:32,95 (9)  | 40,64 | 153,688        |
| 8    | Lasse Sætre          | 38,60 (26) | 38,60 | 6:25,97 (4)  | 38,59 | 1:50,68 (14) | 36,89 | 13:14,15 (1)  | 39,70 | 153,797        |
| 9    | Carl Verheijen       | 38,21 (20) | 38,21 | 6:30,55 (9)  | 39,05 | 1:50,36 (11) | 36,78 | 13:30,87 (8)  | 40,54 | 154,594        |
| 10   | Paweł Jan Zygmunt    | 37,69 (16) | 37,69 | 6:32,80 (11) | 39,28 | 1:50,72 (15) | 36,90 | 13:37,41 (10) | 40,87 | 154,746        |
| 11   | Jochem Uytdehaage    | 37,53 (14) | 37,53 | 6:35,33 (14) | 39,53 | 1:51,27 (16) | 37,09 | 13:40,79 (12) | 41,03 | 155,192        |
| 12   | Tobias Schneider     | 37,55 (15) | 37,55 | 6:37,24 (16) | 39,72 | 1:50,23 (10) | 36,74 | 13:44,46 (13) | 41,22 | 155,240        |

#### 500 Meter
| Platz | Name                | Land        | Zeit  | Punkte |
| ----- | ------------------- | ----------- | ----- | ------ |
| 1     | Konrad Niedźwiedzki | Polen       | 36,01 | 36,01  |
| 2     | Iwan Skobrew        | Russland    | 36,74 | 36,74  |
| 3     | Enrico Fabris       | Italien     | 36,75 | 36,75  |
| 4     | Dmitri Schepel      | Russland    | 36,84 | 36,84  |
| 5     | Håvard Bøkko        | Norwegen    | 36,90 | 36,90  |
| 6     | Robert Lehmann      | Deutschland | 37,01 | 37,01  |
| 7     | Matteo Anesi        | Italien     | 37,18 | 37,18  |
| 8     | Eskil Ervik         | Norwegen    | 37,35 | 37,35  |
| 9     | Johan Röjler        | Schweden    | 37,40 | 37,40  |
| 10    | Sebastian Falk      | Schweden    | 37,44 | 37,44  |
|       |                     |             |       |        |
| 15    | Tobias Schneider    | Deutschland | 37,55 | 37,55  |
| 19    | Marco Weber         | Deutschland | 38,20 | 38,20  |
| 23    | Martin Hänggi       | Schweiz     | 38,47 | 38,47  |
| 30    | Christian Pichler   | Österreich  | 39,20 | 39,20  |

#### 5000 Meter
| Platz | Name                 | Land        | Zeit    | Punkte |
| ----- | -------------------- | ----------- | ------- | ------ |
| 1     | Eskil Ervik          | Norwegen    | 6:23,33 | 38,33  |
| 2     | Sven Kramer          | Niederlande | 6:24,26 | 38,42  |
| 3     | Enrico Fabris        | Italien     | 6:24,33 | 38,43  |
| 4     | Lasse Sætre          | Norwegen    | 6:25,97 | 38,59  |
| 5     | Øystein Grødum       | Norwegen    | 6:28,63 | 38,86  |
| 6     | Johan Röjler         | Schweden    | 6:28,79 | 38,87  |
| 7     | Håvard Bøkko         | Norwegen    | 6:28,92 | 38,89  |
| 8     | Ippolito Sanfratello | Italien     | 6:30,35 | 39,03  |
| 9     | Carl Verheijen       | Niederlande | 6:30,55 | 39,05  |
| 10    | Iwan Skobrew         | Russland    | 6:30,81 | 39,08  |
|       |                      |             |         |        |
| 16    | Tobias Schneider     | Deutschland | 6:37,24 | 39,72  |
| 18    | Robert Lehmann       | Deutschland | 6:39,04 | 39,90  |
| 21    | Marco Weber          | Deutschland | 6:44,63 | 40,46  |
| 25    | Martin Hänggi        | Schweiz     | 6:54,54 | 41,45  |
| 26    | Christian Pichler    | Österreich  | 6:55,42 | 41,54  |

#### 1500 Meter
| Platz | Name                 | Land        | Zeit    | Punkte |
| ----- | -------------------- | ----------- | ------- | ------ |
| 1     | Enrico Fabris        | Italien     | 1:47,57 | 35,85  |
| 2     | Konrad Niedźwiedzki  | Polen       | 1:49,16 | 36,38  |
| 3     | Håvard Bøkko         | Norwegen    | 1:49,36 | 36,45  |
| 4     | Eskil Ervik          | Norwegen    | 1:49,45 | 36,48  |
| 5     | Ippolito Sanfratello | Italien     | 1:49,46 | 36,48  |
| 6     | Iwan Skobrew         | Russland    | 1:49,57 | 36,52  |
| 7     | Dmitri Schepel       | Russland    | 1:49,77 | 36,59  |
| 8     | Sven Kramer          | Niederlande | 1:49,90 | 36,63  |
| 9     | Matteo Anesi         | Italien     | 1:50,20 | 36,73  |
| 10    | Tobias Schneider     | Deutschland | 1:50,23 | 36,74  |
|       |                      |             |         |        |
| 17    | Robert Lehmann       | Deutschland | 1:51,32 | 37,10  |
| 25    | Marco Weber          | Deutschland | 1:54,49 | 38,16  |
| 27    | Martin Hänggi        | Schweiz     | 1:55,55 | 38,51  |
| 28    | Christian Pichler    | Österreich  | 1:55,68 | 38,56  |

#### 10.000 Meter
| Platz | Name                 | Land        | Zeit     | Punkte |
| ----- | -------------------- | ----------- | -------- | ------ |
| 1     | Lasse Sætre          | Norwegen    | 13:14,15 | 39,70  |
| 2     | Sven Kramer          | Niederlande | 13:14,51 | 39,72  |
| 3     | Øystein Grødum       | Norwegen    | 13:14,52 | 39,72  |
| 4     | Eskil Ervik          | Norwegen    | 13:18,85 | 39,94  |
| 5     | Håvard Bøkko         | Norwegen    | 13:24,09 | 40,20  |
| 6     | Johan Röjler         | Schweden    | 13:29,44 | 40,47  |
| 7     | Enrico Fabris        | Italien     | 13:29,69 | 40,48  |
| 8     | Carl Verheijen       | Niederlande | 13:30,87 | 40,54  |
| 9     | Ippolito Sanfratello | Italien     | 13:32,95 | 40,64  |
| 10    | Paweł Jan Zygmunt    | Polen       | 13:37,41 | 40,87  |
|       |                      |             |          |        |
| 13    | Tobias Schneider     | Deutschland | 13:44,46 | 41,22  |